# Tomicus piniperda
Tomicus piniperda là một loài côn trùng trong họ Curculionidae. Loài này được Linnaeus miêu tả khoa học đầu tiên năm 1758.
Đây là loài gây hại của cây Pseudotsuga menziesii, phát triển phổ biến ở Mông Cổ.